# Giuseppe Fina
Giuseppe Fina (* 11. Juli 1924 in Lesa; † 12. August 1998 in Villasimius, Provinz Cagliari) war ein italienischer Drehbuchautor und Fernsehregisseur.

## Leben
Fina arbeitete als Journalist für einige Zeitungen wie Milano Sera, La Notte und den Corriere della Sera. Daneben betätigte er sich als Filmamateur. Ab 1964 schrieb er für erfolgreiche Fernsehreportagen („I figli della società“, „Genitori“ oder „Saper invecchiare“ seien als Beispiele genannt). Bald darauf wandte er sich der Inszenierung von Fernsehfilmen zu, für die er bekannt wurde; oft nach eigenem Buch (Il caso Liuzzo, Con rabbia e con dolore, Il processo a Maria Tarnowska). In den 1980er Jahren drehte er für den Bildschirm die aufwändigen Buio nelle valle und Attentato al papa.
1962 drehte Fina seinen einzigen Kinofilm, den im Mailänder Pendler-Milieu angesiedelten Pelle viva.

## Filmografie (Auswahl)
- 1962: Pelle viva